# Johann Herbert von Herberstein

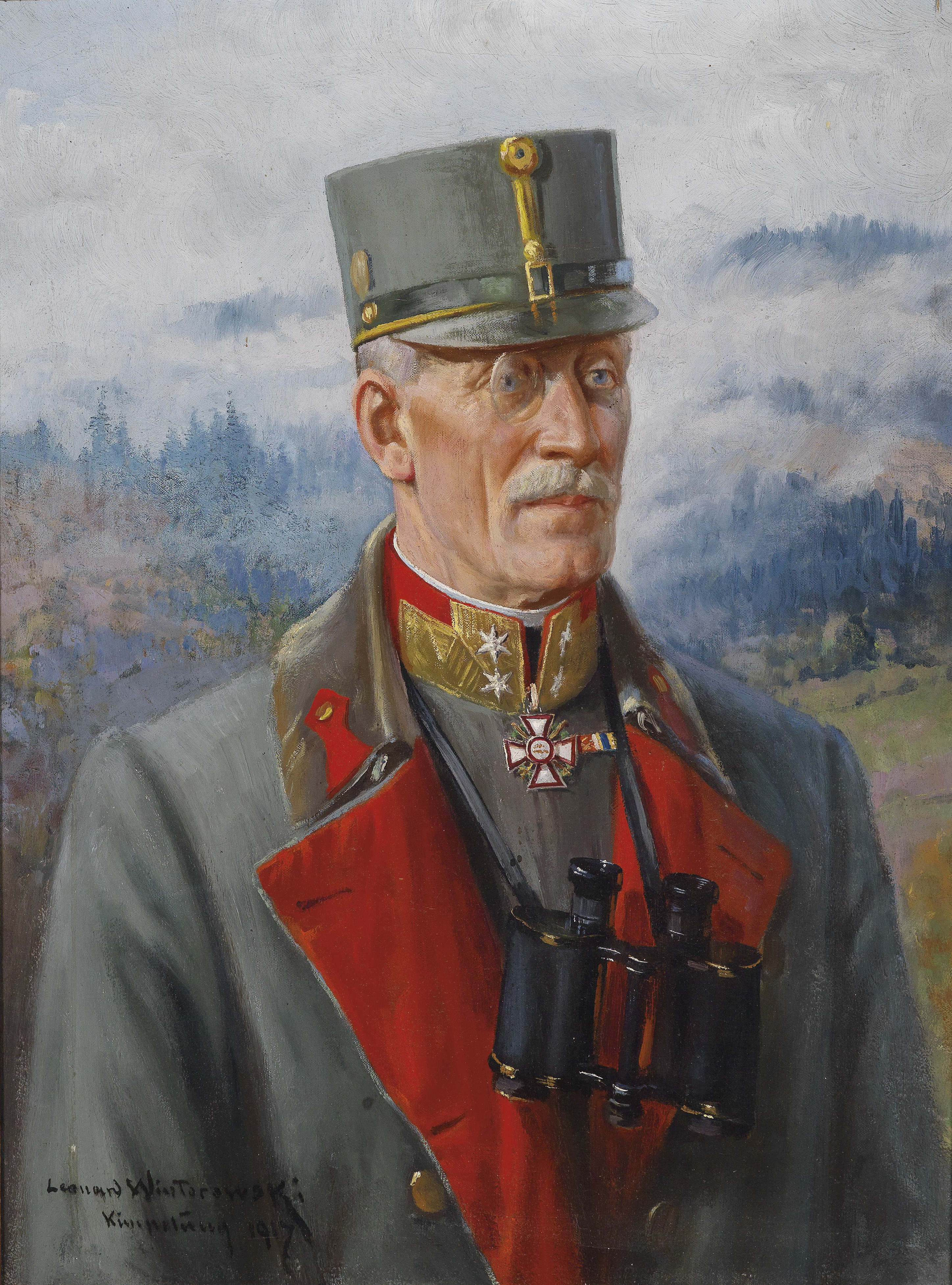
Feldmarschall-Leutnant Johann Herbert Graf von Herberstein, 1917 (gemalt von Leonard Wintorowski)

Johann Herbert Graf von Herberstein, seit 1918 Johann Herbert Herberstein (* 3. April 1863 in Wien; † 30. Oktober 1940 in Graz) war ein österreich-ungarischer Feldmarschallleutnant, Divisionsführer im Ersten Weltkrieg und Obersthofmeister des Erzherzogs Friedrich.

## Leben

### Herkunft und Ausbildung
Johann Herbert wurde als zweites von vier Kindern des Grafen Johann Siegmund zu Herberstein (14. Juni 1831 – 31. März 1907), Freiherr zu Neuberg und Gutenhag, Oberst-Erblandkämmerer und Truchsess im Herzogtum Kärnten, erbliches Mitglied des Herrenhauses des österreichischen Reichsrates und der Julie Gräfin Herberstein (1835–1898), geb. Festetits des Tolna geboren. Die Familie verbrachte die Sommer auf dem Familienstammsitz Schloss Herberstein in der Oststeiermark, die Winter zuerst im Haus der Festetics de Tolna in Wien-Leopoldstadt und ab 1868 in Graz. Die Kindheit verbrachte Johann Herbert und seinen drei Geschwistern großteils in Graz. Nachdem sein älterer Bruder Johann Maximilian (1862–1935) als Chef des Hauses vorgesehen war, wurde Johann Herbert für die militärische Laufbahn bestimmt. Ab 1868 besuchte er eine Volksschule in Graz, dann als Privatschüler das Gymnasium, wobei er das zweite Semester 1873 im Klagenfurter Gymnasium absolvierte, 1887 maturierte er schließlich in Graz.

### Frühe Militärkarriere
1881/82 besuchte er die k. k. Kavallerie-Kadettenanstalt zu Mährisch Weißkirchen, die er als Leutnant verließ. Bis zur Aufnahme in die Kriegsschule 1889 diente er beim Dragoner Regiment Windisch-Grätz Nr. 14. 1889 trat er als Oberleutnant aus dem Dragoner-Regiment Nr. 6 in die Kriegsschule nach Wien über, deren Besuch war Voraussetzung für die Aufnahme in den Generalstab. Ab 1891 stand er bei verschiedenen Garnisonen im aktiven Truppendienst. In den nächsten Jahren diente er im Stab der 9. Kavallerie-Truppendivision in Lemberg und beim Korpskommando III in Graz. Von 1898 bis 1900 führte er eine Eskadron im 11. Dragoner-Regiment in Stockerau. Nach der vierjährigen Erfahrung als Generalstabsoffizier legte er am 29. November 1895 sein Diplom ab, um von 1900 bis 1909 als k.u.k. Militärattaché in Paris zu fungieren. Während dieser Zeit wurde er Major im Generalstab und unternahm eine Studienreise nach Algerien, wo er die französische Kolonialverwaltung studierte. Nach seiner Rückkehr 1909 wurde Johann Herbert zum Oberst befördert und Schwadronenführer im Husarenregiment Nádasdy Nr. 9 in Sopron. Am 20. Dezember 1912 wurde er zum Obersthofmeister des Erzherzog Friedrich bestellt und stand dessen Haushalt im Wiener Albrechtspalais vor. Am 31. Mai 1914 wurde Graf Herberstein zum Generalmajor befördert.

### Im Weltkrieg
Bei Ausbruch des Ersten Weltkrieges folgte er Erzherzog Friedrich an die Front und fungierte als Adjutant ins Hauptquartier des Armeeoberkommando und wurde zum Chef des Kriegshofquartiers in Chyrów ernannt. Durch das Herannahen der russischen Armeen musste Mitte September 1914 das Armeeoberkommando nach Neu Sandez und das Kriegshofquartier nach Nowytarg übersiedeln. Am 7. November reiste Johann Herbert aus dem Kriegshofquartier ab, das aufgelöst wurde, und wurde als Obersthofmeister dem Armeeoberkommando in Neu Sandez zugeteilt. Am 3. Dezember 1914 wurde er auf sein persönliches Drängen beim Oberkommandierenden zum Kommandanten der 10. Kavallerie-Truppendivision ernannt. Dieser Großverband bestand aus Teilen der 11. Honved-Kavalleriedivision, dem Landwehr-Bataillon I/17, dem Infanteriebataillon Nr.I/59, drei Landsturmbataillonen, der Gebirgsbatterie Nr.I/3, die polnische Legion Piłsudski (2 Baone u. 1 Eskadron) und einem Honved-Bataillon.
Am 7. Dezember übernahm er im Rahmen des XIV. Korps (FML Roth) das Kommando der Division im Raum Dobra. Bis zum 11. Dezember wurde die 10. Kavallerie-Division während der Schlacht von Limanowa-Lapanow fast aufgerieben, doch sie hielt die bedrängten Linien, bis die nötigen Verstärkungen herankamen. Nur dadurch wurde das entscheidende Eingreifen der 39. Honved-Division des VI. Korps ermöglicht. Am 12. Dezember konnte der Feind um mehr als 50 Kilometer zurückgedrängt werden, Altsandez, Grybow, Gorlice und Neusandez konnten wiedererobert werden. In den folgenden Wochen konnten die Russen bis Tarnów zurückgedrängt werden, die 4. Armee kam wieder am Dunajec zum Stehen. Im Januar 1915 wurden Herbersteins Truppen kurzfristig der deutschen Südarmee zugeführt und ab 18. Februar der Armeegruppe Pflanzer-Baltin, um im Raum Jaroslau den geplanten Vormarsch auf Stanislau zu decken.
Gegenangriffe der Russen bei Chozimierz warfen die österreich-ungarischen Kräfte bis März wieder über den Dnjestr zurück. Die ständigen Gefechte und die Kälte zwangen Graf Johann Herbert, der an Bronchitis litt, zu einem vierwöchigen Kuraufenthalt in Meran.
Am 10. September 1915 erhielt er das Kommando über das neuaufgestellte Kavalleriekorps Herberstein, das sich in den folgenden Kämpfen im engen Zusammenwirken mit dem XVII. Korps des Generals Karl Křitek bei Kolki, Czartorysk und am Styr bewährte. Schon Anfang November 1915 wurde Graf Johann Herbert aus dem Feld abberufen, um wieder dem Armeeoberkommandanten zu dienen.
Am 1. November reiste er nach Teschen ab und wurde dort zum Generaladjutanten des Erzherzogs Friedrich ernannt. Er verbrachte die meiste Zeit am Schreibtisch oder begleitete Erzherzog Friedrich auf seinen Inspektionsreisen. Am 9. Dezember traf er im Gefolge des Erzherzogs in Pless auch mit Kaiser Wilhelm und dem deutschen Generalstabschef Falkenhayn zusammen. Als Generaladjudant begleitete er Erzherzog Friedrich 1916 auf sämtlichen Inspektionsreisen an der italienischen Front.
Am 29. Mai 1917 wurde der Graf von Herberstein zum Feldmarschalleutnant ernannt. Johann Herberts Neffe, der 22-jährige Johann Albert, fiel am 11. August 1917 an der Piave-Front als Flugzeugführer. Im August 1917 erhielt Graf von Herberstein wieder ein aktives Frontkommando, er wurde neuerlich zum Kommandanten eines Kavalleriekorps ernannt, in dem die 5., 6. und 11. Kavallerie-Division und eine Artillerie-Brigade zusammengefasst worden waren. Mit seiner Korpsgruppe war er im Raum Kimpolung und Dorna-Watra an der rumänischen Front stationiert. Seit dem 12. Dezember 1917 bis zum 14. Jänner 1918 wurde mit den Sowjets um einen Waffenstillstand verhandelt. Bereits im Dezember wurde Herberstein von der rumänischen Grenze abberufen, um bis zum Kriegsende im November 1918 wieder als Generaladjudant des Erzherzog Friedrichs zu fungieren. Nach dem Zusammenbruch der Monarchie wurde er verabschiedet und am 1. Januar 1919 offiziell pensioniert.

### Familie und Lebensende
Die Hochzeit des Grafen Johann Herbert mit Hilda Gräfin Breuner (* 2. Mai 1872; † 17. Februar 1960) fand am 12. April 1896 in Schloss Grafenegg statt. Der Ehe entsprangen die drei Söhne:
- Johann Otto (* 20. Januar 1897; † 31. Juli 1938) ⚭  Idella-Maria Scarborough Horsey
- Johann Herbert (* 11. November 1898; † 30. Juni 1969) ⚭ Constance Mary O’Mara
- Johann (Hans) (* 7. Januar 1900; † 7. Mai 1967) ⚭ Sophie Georgine Gräfin von Thurn und Valsassina

Als der kinderlose Bruder Herbersteins, Johann Maximilian Herberstein, am 17. November 1935 in Wien verstarb, wurde der älteste Sohn Herbersteins, Johann Otto, durch Adoption erbberechtigt. Da die Verlassenschaft Johann Maximilian Herbersteins erst 1937 verhandelt wurde, verwaltete Johann Herbert das Erbe seines Bruders und übernahm die Herrschaften Herberstein, Neuberg und Eggenberg in der Steiermark und die dazugehörigen Ländereien. Mit der Verwaltung der landeseigenen Güter beschäftigt, erfolgte 1939 der Verkauf des Schlosses Eggenberg an das Land Steiermark. Zusammen mit seiner Frau Hilda verbrachte er seine letzten Lebensjahre auf Schloss Herberstein. Am 30. Oktober 1940 starb Johann Herbert Herberstein im Grazer Hansa-Sanatorium im Alter von 77 Jahren.